# العلاقات البحرينية الفلبينية
العلاقات البحرينية الفلبينية تشير إلى العلاقات الثنائية بين البحرين والفلبين.

## التاريخ
تأسست العلاقات الرسمية بين البحرين والفلبين في عام 1978.

## زيارة دولة
كانت أول زيارة لرئيس الفلبين فيديل فالديس راموس إلى البحرين من 10 إلى 11 مارس 1997. قام رئيس وزراء البحرين خليفة بن سلمان بن حمد آل خليفة بزيارة إلى الفلبين من 6 إلى 8 نوفمبر 2001. كما تم منح رئيس الوزراء وسام سيكاتونا برتبة رجا في 7 نوفمبر 2001 خلال زيارته. قام الزعيم البحريني بزيارتين أخريين الأولى من 25 فبراير إلى 3 مارس 2003 والثانية من 29 أكتوبر إلى 1 ديسمبر 2003. من 14 إلى 15 ديسمبر قامت الرئيسة غلوريا أرويو بزيارة إلى البحرين. قام رئيس الوزراء خليفة بزيارة عمل أخرى من 7 إلى 13 أبريل 2005. قامت أرويو بزيارة البحرين مجددا من 3 إلى 4 فبراير 2009.

## علاقات العمل
هناك حوالي ما بين 1500 إلى 2000 فلبيني يعملون في المجال الطبي في البحرين في عام 2007. اعتبارا من عام 2014 هناك أكثر من 67 ألف فلبيني في البحرين والبعض منهم يعملون عمال في البحرين.